# Вербальна комунікація
Вербальна комунікація (лат. verbalis — словесний) — спосіб передачі інформації, що передбачає цілеспрямований словесний спосіб обміну певними повідомленнями, мовна сторона яких має ієрархічну структуру (від фонеми до тексту й інтертексту) й виступає в різних стилістичних різновидах (розмовна й літературна мова, діалекти й соціолекти, різні стилі та жанри).

## Аспекти вербальної комунікації
Вербальну комунікацію доцільно розглядати у кількох аспектах: — гносеологічному — є обміном інформації між комунікантами; — онтологічному — це мисленнєво-мовленнєва діяльність, процес комунікації; — прагматичному — є процесом реалізації комунікативних інтенцій мовців.
Вербальна комунікація здійснюється за допомогою звукової та письмової мови. Успіх та ефективність мовного впливу значною мірою визначається її змістовністю, насиченістю мовними елементами й засобами, чіткістю, виразністю мови. Мовлення є найбільш універсальним засобом реалізації вербальної комунікації.
Важливою рисою вербальної комунікації є те, що за допомогою неї члени соціуму можуть не лише обмінюватися інформацією за допомогою певних мовних знаків, а й впливати один на одного, формувати думку про себе в оточенні. На основі виступу досвідченого оратора в слухачів формується певне враження про нього як мовну особистість і як професіонала.